# كلايد كار
كلايد كار (بالإنجليزية: Clyde Carr)‏ هو شاعر وسياسي نيوزلندي، ولد في 14 يناير 1886 في أوكلاند في نيوزيلندا، وتوفي في 18 سبتمبر 1962 في كرايستشرش في نيوزيلندا. حزبياً، نشط في حزب العمال النيوزيلندي. وقد انتخب عضو مجلس النواب النيوزيلندي.